# Adlercreutzia agrestimuris
Adlercreutzia agrestimuris es una bacteria grampositiva del género Adlercreutzia. Fue descrita en el año 2023. Su etimología hace referencia a ratón salvaje. Es anaerobia e inmóvil. Tiene un tamaño de 0,6 μm de ancho por 1,2 μm de largo. Tiene un contenido de G+C de 48,2%. Se ha aislado del intestino de un ratón salvaje en Alemania. 